# Luzula ovata
Luzula ovata är en tågväxtart som beskrevs av Elizabeth Edgar. Luzula ovata ingår i Frylesläktet som ingår i familjen tågväxter. Inga underarter finns listade i Catalogue of Life.